# Rostau
Rostau war eine 2004 für eine einmalige Veröffentlichung gegründete Funeral-Doom-Band.

## Geschichte
Rostau wurde von Giulio T. von Distruzione di Massa mit Leonardo von Enoch und Silvio von Ras Algethi für eine einmalige Veröffentlichung gegründet. Weitere Veröffentlichungen unter diesem Namen wurden ausgeschlossen. Da es keine Möglichkeit gäbe, die Klänge und Inspirationen, hinter der Realisierung der Lieder, zu reproduzieren. Das Album wurde als Denkmal für das Chaos und die die Schönheit des Augenblicks konzipiert. Als Orientierungspole dieser Idee dienten die Weltenbildung des Tabletop-Rollenspiels Warhammer 40.000 und die Ägyptische Mythologie.

## Stil
Das Projekt kombiniert Drone Doom mit sterilem Ambient Funeral Doom. Zum Vergleich wird insbesondere auf Bosque und Until Death Overtakes Me, aber auch auf Sunn O))), Zaraza, Consummatum Est, Nortt verwiesen. Die experimentelle Musik ist dabei nicht auf das Spektrum des Doom Metal begrenzt.
Der „langsame, atmosphärische Funeral Doom mit der Atmosphäre von Until Death Overtakes Me wird mit der Dunkelheit von Nortts Ligfærd“ verbunden. Hinzu kommt Drone Doom „im Stile von Hlidolf und Hyatari“. Der Minimalismus, insbesondere jener hell langgezogener Gitarrenakkorde, und das Fehlen von Bass vermitteln „ein ruhiges Gefühl von Einsamkeit, als ob sie langsam durch den kalten Raum driftet. […] Und dieses allgemeine Klangbild zieht sich durch das gesamte Album, selbst in den Abschnitten, die so experimentell sind, dass sie zu den unkonventionellsten Werken von Zaraza gehören könnten.“

## Diskografie
- 2008: To Die and to the Stars Ascend (Album, Selbstverlag)